# La Dernière Aldini
La Dernière Aldini est un roman de l'écrivaine française George Sand paru dans la Revue des deux Mondes en 1837-1838. Situé en Italie au XIXe siècle, il relate le parcours d'un chanteur d'origine pauvre qui connaît une ascension sociale et des passions amoureuses dans le contexte de l'unification de l'Italie.

## Résumé
Le récit-cadre du roman (ainsi qu'une partie du récit de Lélio) se déroule à Venise, en Italie, au XIXe siècle. Lélio est un chanteur italien réputé et un homme à la réputation irréprochable : il n'a jamais été compromis dans aucune affaire de mœurs, et à vrai dire personne ne lui a jamais connu la moindre relation amoureuse. Un soir, il se confie à ses amis et leur révèle qu'il a lui aussi connu un amour passionné dans sa jeunesse. Le roman est formé par le récit qu'il donne de son premier grand amour, et en même temps de l'ensemble de sa vie depuis son enfance de fils de pêcheur jusqu'à sa carrière de chanteur devant les nobles et les rois.
Lélio naît à Chioggia dans une famille pauvre de pêcheurs. Il grandit dans les milieux populaires italiens et se passionne pour les Cupidons, des chanteurs nomades qui déclament des poèmes inspirées notamment des épopées de Dante et de l'Arioste à l'attention des foules. Il se forme à leurs techniques de chant, mais il se sent voué à un art du chant plus fin que les effets peu subtils des Cupidons. Devenu jeune adulte, Lélio part pour Venise où il devient gondolier (ce qui implique de savoir chanter). Patriote, il s'intéresse au carbonarisme afin de soutenir l'unification de l'Italie. Un jour, il entend le chant divin d'une femme qui s'accompagne à la harpe. Il réussit à découvrir l'identité de cette femme : il s'agit de la signora Bianca, qui réside au palais Aldini. Bienveillante, Bianca engage Lélio comme barcarolino (chanteur de barcarolles) et l'aide à approfondir ses techniques de chant. Lélio tombe amoureux de Bianca. Celle-ci, veuve et peu encline à regretter son mari qui était insupportable et la méprisait parce qu'elle n'était pas d'origine noble, se laisse peu à peu attendrir par le jeune homme. Elle envisage de l'épouser et tout semble devoir bien se terminer pour Lélio et elle. Mais leur amour rencontre la désapprobation des domestiques de la maison, car il s'agirait d'une mésalliance pour la signora Bianca devenue une dame du monde. Bianca s'inquiète des conséquences de ce mariage sur sa fille Alezia. Lélio finit par décider de renoncer à ses prétentions par délicatesse et quitte Venise.
Lélio reprend son récit et passe rapidement sur les dix années suivantes, durant lesquelles sa carrière de chanteur prend son essor. Le voici au théâtre San Carlo de Naples, dans la position prestigieuse de primo tenore (premier ténor). Un soir, il remarque une jeune femme à la beauté froide et aux manières ironiques, qui le charme peu à peu. La jeune femme est amoureuse de lui et voudrait l'épouser pour fuir un mariage arrangé. Très amoureux, Lélio rencontre cependant une nouvelle désillusion lorsqu'il se rend compte que la jeune femme n'est autre qu'Alezia, la fille de Bianca. Bianca s'est remariée dans l'intervalle avec le prince Grimani. Alezia, quant à elle, est la dernière Aldini, et sa famille ne peut se permettre une mésalliance. Son prétendant, le comte Nasi, en est sincèrement amoureux. Lélio renonce une seconde fois à son amour, de peur d'être « l’amant de la mère et le mari de la fille ». Il retourne à sa vie d'artiste et se consacre tout entier au chant.

## Élaboration du roman
George Sand écrit La Dernière Aldini à l'été 1837, après avoir terminé Les Maîtres mosaïstes. Dans la Notice qu'elle écrit le 23 août 1853 en vue de la réédition du roman dans les Œuvres illustrées de George Sand, l'auteure présente ce roman comme le produit de ses rêveries pendant une période où elle faisait des promenades avec son fils Maurice Sand dans la forêt de Fontainebleau, mais elle ne se souvient plus exactement des détails de son élaboration (déjà ancienne d'une quinzaine d'années quand elle rédige la Notice). George Sand s'est très probablement inspirée des souvenirs de son séjour à Venise en compagnie d'Alfred de Musset.

## Histoire éditoriale
La Dernière Aldini paraît d'abord dans la Revue des deux Mondes en décembre 1837 et janvier 1838. L'édition originale en volume est ensuite publiée dès 1838 par Félix Bonnaire. Il est ensuite réédité en volume en 1854, dans le volume VI des Œuvres illustrées de George Sand parues chez Hetzel entre 1852 et 1856. Le roman est alors illustré de gravures d'Henri Delaville d'après des dessins de Maurice Sand. Il est ensuite réédité, avec ses illustrations, à Paris chez Michel Lévy frères en 1867, regroupé avec Le Poème de Myrza et Hamlet.
Après la mort de George Sand, le roman ne semble pas avoir été réédité avant 1982 où il est réédité par les éditions SERCAP dans le tome 8 de la série Œuvres maîtresses. George Sand, où le roman est regroupé avec Le Poème de Myrza, Hamlet, Monsieur Rousset et Georges de Guérin. En 2012, le roman fait l'objet d'une édition critique universitaire par Alex Lascar qui paraît à Paris aux éditions Honoré Champion, dans la série des Œuvres complètes de George Sand supervisées par Béatrice Didier.

## Accueil critique
Le roman semble avoir suscité peu de réactions en France à sa parution dans la Revue des deux Mondes. À l'étranger, il est apprécié en Russie par les écrivains Ivan Tourgueniev et Fiodor Dostoïevski.
Il est considéré comme suffisamment dangereux par l'Église catholique pour être mis à l'Index vers 1840-1842.

### Édition critique
- George Sand, Œuvres complètes, sous la direction de Béatrice Didier, 1838, La Dernière Aldini, édition critique par Alex Lascar, Paris, Honoré Champion, 2012, 240 pages.  (ISBN 9782745319296)

### Études savantes
- Philippe Boutry, « Papauté et culture au XIXe siècle. Magistère, orthodoxie, tradition », Revue d'histoire du XIXe siècle, n°28, 2004, mis en ligne le 19 juin 2005. DOI 10.4000/rh19.615 [lire en ligne]
- Olga Kafanova, « La théâtralité dans le roman La Dernière Aldini. Jeux de scène et masques », dans Catherine Nesci et Olivier Bara (dir.), Écriture, performance et théâtralité dans l’œuvre de George Sand, Grenoble, E.L.L.U.G., 2014p. 355-366.
- Lise Sabourin, « George Sand, Œuvres complètes - 1838, La Dernière Aldini », Studi Francesi (en ligne), no 174 (LVIII | III), 2014,mis en ligne le 1er novembre 2014. [lire en ligne]